# Чемберлен, Дирки
Дирки Чемберлен (англ. Dirkie Chamberlain, род. 3 ноября 1986, Претория, ЮАР) — южноафриканская хоккеистка (хоккей на траве), нападающий.

## Биография
Дирки Чемберлен родилась 13 января 1983 года в южноафриканском городе Дурбан.
Окончила университет Претории, где изучала спортивную науку.
Играла в хоккей на траве за нидерландский «Кампонг», английский «Кентербери» и бельгийский «Гантуаз», английский «Холкомб».
В 2012 году вошла в состав сборной ЮАР по хоккею на траве на летних Олимпийских играх в Лондоне, занявшей 10-е место. Играла на позиции нападающего, провела 6 матчей, забила 2 мяча (по одному в ворота сборных Аргентины и США).
Четыре раза участвовала в чемпионатах мира — в 2006, 2010, 2014 и 2018 годах. На турнире 2014 года стала лучшим снайпером команды, забив 4 мяча.
Три раза выступала в хоккейных турнирах Игр Содружества 2010 и 2014 и 2018 годов.
В 2017 году завоевала золотую медаль чемпионата Африки, проходившего в Исмаилии.
Работает фитнес-инструктором.